# Эккерман, Шарлотта
Беата Шарлотта Эккерман (швед. Beata Charlotta Eckerman; 1759 — 16 января 1790, Стокгольм) — шведская оперная певица и актриса

. Она также была очень известной куртизанкой в эпоху короля Густава III и официальной любовницей шведского короля Карла XIII с 1779 по 1781 год.

## Биография
Шарлотта Эккерман была дочерью Бенгта Эдварда Эккермана, кавалерийского мастера королевских гусар Скании, и писательницы Катарины Альгрен. Её отец был двоюродным братом Карла Фредрика Экермана, спикера от бюргеров в шведском парламенте, а мать одно время была камер-дамой при дворе королевы Луизы Ульрики.
Находясь под опекой отца после развода родителей, она была описана не более не менее как сирота. У неё было два брата и сестра, а также несколько единокровных братьев от второго брака её отца и матери. Они с сестрой не ладили с мачехой и, похоже, рано покинули дом. Её сестра Юлия Эккерман (1765—1801) также была куртизанкой и любовницей дворянина графа Карла Спарре, губернатора Стокгольма.

### Оперная певица
Шарлотта Эккерман была приглашена в труппу Стенборга в 1774 году, а в качестве певицы в выступала в Королевской шведской опере в Больхусете в Стокгольме в 1776—1781 годах.
В 1774 году она вместе с несколькими другими актёрами из труппы Стенборга была вызвана в замок Грипсхольм Густавом III, который недавно создал Шведскую королевскую оперу и искал для неё таланты. Король обнаружил, что у Эккерман есть способность к драматическим ролям, и дал своей придворной Марии Ауроре Уггле, звезде дворянского любительского театра при королевском дворе, задание обучить её роли Мечтильды в опере Birger jarl Гюлленборга и Адлербета, после того как Элизабет Олин отказалась от этой роли. Партия Шарлотты Эккерман имела большой успех в партии в Королевской опере в Стокгольме, и её звали зрители: принц Карл начал кричать: «Мисс Уггла! Мисс Уггла!», после чего зрители начали аплодировать также Марии Ауроре Уггле, находившейся в своей ложе, а также автору постановки Гюлленборгу за то, что они подготовили Эккерман для этой роли.
Эккерман получила место певицы в опере в 1776 году и работала там до 1781 года, в течение этого периода она была «обожаемой актрисой и певицей». После того как её признали непригодной для балета, ей дали место в хоре. Хотя голос у неё был слабый, её описывали как красивую и живую женщину. В то же время хотя Эккерман имела репутацию неудачливой танцовщицы и посредственной певицы, она считалась вполне способной актрисой.
Шарлотта Эккерман, наряду с Ульрикой Росенлунд, получила признание за свой драматический талант и принадлежала к числу артистов первой Национальной оперы, которые доказали свой талант не только в качестве певцов, но и как актёры в словесных партиях, театральных постановках, которые иногда давались в опере до открытия королевского театра в 1788 году.

### Любовница принца
Шарлотта Экерман была известна с 1774 года как куртизанка. В 1779 году она стала официальной любовницей брата короля герцога Карла, будущего шведского короля Карла XIII. Ходили слухи, что Карл взял Эккерман в любовницы по совету своего брата, шведского принца Фредрика Адольфа, который считал, что супруга Карла будет к ней более лояльной, чем к предыдущей его фаворитке, графине Марии Софии Росенштерне, которая служила её придворной. Герцог Карл также имел отношения с балериной Шарлоттой Слоттсберг, которая, однако, не получила никакого официального признания. Отношения между Карлом и Эккерман вызвали скандал из-за большой популярности супруги Карла, Гедвиги Елизаветы Шарлотты Гольштейн-Готторпской. Герцог Карл пытался повлиять на короля Густава III, чтобы тот завёл себе официальную любовницу, а Эккерман предложила в качестве неё французскую авантюристку мадам Монзув (или де Монзувр), но их задумка, похоже, не удалась.
В 1781 году Карл прекратил с ней отношения. Ходили слухи, что их разрыв случился из-за скандала, но на самом деле наиболее вероятной причиной было то, что Карл посчитал это необходимым после того, как его приняли в масоны. Однако и это, по-видимому, не совсем верно, так как Карл вскоре вступил в другую любовную связь с Франсуазой-Элеонорой Виллен.
В 1781 году Эккерман вступила в конфликт с королём Швеции Густавом III. Эккерман не нравилась ему, как было сказано, потому что она не восхищалась им и потому что у неё был талант карикатурно изображать тогдашние идеалы. Когда её роман с братом короля закончился, и она больше не могла рассчитывать на его покровительство, король устроил ей увольнение из оперы и изгнал из Дроттнингхольма. Кроме того, он приказал барону Карлу Спарре, губернатору Стокгольма, арестовать её и отправить в женскую тюрьму Лонгхольмен. В качестве причины он указал то, что она родила ребёнка и убила его в тайне, и что она принимала участие в распространении слухов о незаконном рождении наследника престола. В то время ходило много слухов о том, что наследный принц был сыном шталмейстера графа Адольфа Фредрика Мунка, зачавшего его по приказу короля. Они распространялись собственной матерью короля, Луизой Ульрикой, и усиливались, когда Мунк получал подарки от короля и королевы. Спарре, который был любовником сестры Эккерман Юлии, знал о неприязни короля к Шарлотта Эккерман. Спарре изучил эти обвинения и не смог найти ничего, что указывало бы на то, что она совершила убийство ребёнка. Шарлотта Эккерман отрицала обвинение в том, что она несла ответственность за распространение слухов о легитимности наследного принца, и утверждала, что виновным был паж короля Георг Йохан де Беше. Де Беше утверждал, что подарок, который королева преподнесла Мунку, мог вполне быть благодарностью за рождение наследника престола.
Спарре отказался арестовывать её и указал, что по шведским законам монарх не может угрожать свободе гражданина без законного решения суда. Эта история завершилась в полной тишине. Эккерман не была отправлен в тюрьму, а король больше никак не упоминал о ней. Вскоре после этого Эккерман покинула страну, возможно, будучи изгнанной королём.

### Поздняя биография
Шарлотта Эккерман впоследствии жила в Париже, во Франции, где была куртизанкой под именем «Мадам Альгрен». В этот период её портрет был написан художником Адольфом Ульриком Вертмюллером, заказанный вероятно Густавом Морицем Армфельтом, её тогдашним поклонником.
В 1784 году Густав Мориц Армфельт договорился о встрече с Густавом III во время его официального визита во Францию, во время которого Эккерман помирилась с монархом, который разрешил ей вернуться в Швецию. В те же годы она совершила путешествие по Италии, что было необычно для одинокой женщины в ту эпоху.
Шарлотта Эккерман вернулась в Швецию в 1786 году. С того времени она стала активной шпионкой. Она получала довольствие от властей в обмен на шпионаж за иностранными послами, находившимися в Стокгольме, в качестве куртизанки. В момент своей смерти она была любовницей голландского посла в Швеции барона ван дер Борка.
Она умерла, будучи намагниченной Андерсом Спаррманом.

## В литературе
Шарлотта Эккерман является главной героиней романа 2019 года «Куртизанка» (швед. Kurtisanen) Анны Лестадиус Ларссон.